# Torneo di Wimbledon 1883
Il Torneo di Wimbledon 1883 è stata la 7ª edizione del Torneo di Wimbledon e prima prova stagionale dello Slam per il 1883. Si è giocato sui campi in erba dell'All England Lawn Tennis and Croquet Club di Wimbledon a Londra in Gran Bretagna. Il torneo ha visto vincitore nel singolare maschile il britannico William Renshaw che ha sconfitto in finale in 5 set il connazionale Ernest Renshaw con il punteggio di 2–6 6–3 6–3 4–6 6–3.

## Risultati

### Singolare maschile
William Renshaw ha battuto in finale  Ernest Renshaw con il punteggio di 2–6 6–3 6–3 4–6 6–3

### Doppio maschile non ufficiale
C.M. Grindstead /  C.E. Weldon hanno battuto in finale  R.T. Mitford /  C.B. Russell